# Vivienne Dick
Vivienne Dick (Donegal, 1950) è una regista irlandese.
I suoi film sperimentali ed i suoi documentari aiutarono a definire la scena del cinema no wave newyorkese. Il  The Irish Times la definì come "una dei i più importanti filmmaker irlandesi".

## Biografia
Vivienne Dick nacque a Donegal, dove crebbe negli anni '50. Negli anni '70 emigrò negli Stati Uniti, dove aderì al movimento artistico newyorkese no wave come filmmaker, producendo una serie di film in super 8 millimetri. La sua produzione di quel periodo, fece i conti con la vita di una New York che stava uscendo dalla recessione, in cui il costo della vita era abbastanza basso, per cui molti dei suoi film furono girati in luoghi vicini come Coney Island,  Statua della libertà, ed il World Trade Center, e sfruttando spesso collaborazioni con altri artisti amici come Lydia Lunch, Pat Place (del gruppo musicale Bush Tetras) e Adele Bertei (dei The Contortions), diventando così quello che il critico statunitense J. Hoberman chiamò la "quintessenza del filmmaker no wave".
Nel 1982 Vivienne Dick torna in Irlanda, per poi spostarsi a Londra dove continua a fare film. Attualmente vive a Galway ed insegna le arti filmiche presso il Galway-Mayo Institute of Technology..

## Esposizioni e mostre
Il lavoro della Dick prese parte a due delle maggiori retrospettive del cinema d'artista statunitense: Nel 1996 la mostra No Wave Cinema 1978-87 presso il Whitney Museum di New York e nel 1999 la mostra Big as Life: An American History of Super8 Film esposta prima al Museum of Modern Art di New York, poi al Philadelphia Museum of Art. I lavori di Vivienne Dick furono poi esposti alla Tate Modern di Londra nel 2010, in una mostra che prevedeva anche una performance con Lydia Lunch ed un gruppo di incontri con Nan Goldin, Claire Pajaczkowska e Maeve Connolly, in cui venivano presentati altri artisti scelti dalla Dick.

## I Film

### Filmografia
- DVD, Afterimages 4 : Vivienne Dick, Lux. Comprenant : Guerillére Talks, 1978, 24 min; She Had Her Gun Already, 1978, 28 min; Staten Island, 1978, 4 min.
- 2014. The Irreducible Difference of the Other
- 2005. Molecular Moments
- 2004. Saccade
- 2002. Excluded by the Nature of Things, DVD pour trois écrans
- 1999. Two Be Two
- 1994. A Skinny Little Man Attacked Daddy
- 1992. New York Conversations
- 1990. Two Pigeons
- 1989. London Suite
- 1988. Images : Ireland
- 1988. Pobal-Portrait of an Artist
- 1986. Rothach
- 1983. Trailer
- 1983. Like Dawn to Dusk
- 1982. Loisaida
- 1981. Visibility : Moderate
- 1980. Liberty's Booty
- 1979. Beauty Becomes the Beast
- 1978. She Had Her Gun All Ready
- 1978. Staten island
- 1978. Guerillere Talks